# Your Computer
Your Computer era una rivista inglese di informatica dedicata all'allora fiorente mercato degli home computer. Pubblicata con cadenza mensile dal 1981 al 1988, fu per un certo periodo la rivista dedicata agli home computer con maggiore vendita nel Regno Unito.
Per molti anni venne pubblicata una rivista omonima anche in Australia, ma non ha collegamenti con quella britannica.